# Ochodaeus tridentatus
Ochodaeus tridentatus är en skalbaggsart som beskrevs av Gilbert John Arrow 1904. Ochodaeus tridentatus ingår i släktet Ochodaeus och familjen Ochodaeidae. Inga underarter finns listade i Catalogue of Life.